# Josephine Nordstrøm
Josephine Nordstrøm (født 7. Maj 1998 i Danmark) er en kvindelig dansk håndboldspiller som til daglig spiller for Bjerringbro FH. Hun har tidligere spillet for klubber som Viborg HK, FC Midtjylland Håndbold, Skövde HF og Byåsen HE.